# Ryōtarō Hironaga
Ryōtarō Hironaga (廣永 遼太郎 Hironaga Ryōtarō?,  Nishitōkyō, Tokio, 9 de enero de 1990) es un futbolista japonés. Juega de portero y su equipo es el Tonan Maebashi.

## Trayectoria

### Clubes
| Club                         | País  | Año       |
| ---------------------------- | ----- | --------- |
| F. C. Tokyo                  | Japón | 2008-2014 |
| Yokogawa Electric (préstamo) | Japón | 2008      |
| Fagiano Okayama (préstamo)   | Japón | 2009-2010 |
| Kataller Toyama (préstamo)   | Japón | 2014      |
| Sanfrecce Hiroshima          | Japón | 2015-2020 |
| Vissel Kobe                  | Japón | 2021-2023 |
| Tonan Maebashi               | Japón | 2024-     |

### Selección nacional
| Selección | País  | Año       |
| --------- | ----- | --------- |
| Sub-17    | Japón | 2005-2007 |
| Sub-20    | Japón | 2009      |

## Palmarés

### Títulos nacionales
| Título             | Club                | País  | Año  |
| ------------------ | ------------------- | ----- | ---- |
| J2 League          | F. C. Tokyo         | Japón | 2011 |
| Copa del Emperador | F. C. Tokyo         | Japón | 2011 |
| J1 League          | Sanfrecce Hiroshima | Japón | 2015 |
| Supercopa de Japón | Sanfrecce Hiroshima | Japón | 2016 |
| J1 League          | Vissel Kobe         | Japón | 2023 |

### Títulos internacionales
| Título                      | Club (*)                  | Sede    | Año  |
| --------------------------- | ------------------------- | ------- | ---- |
| Campeonato Sub-17 de la AFC | Selección sub-17 de Japón | Kallang | 2006 |

(*) Incluyendo la selección

### Distinciones individuales
| Distinción                                      | Año  |
| ----------------------------------------------- | ---- |
| Mejor portero del Torneo Internacional de París | 2003 |